# Furcifer cephalolepis
Furcifer cephalolepis är en ödleart som beskrevs av Günther 1880. Furcifer cephalolepis ingår i släktet Furcifer och familjen kameleonter. Inga underarter finns listade i Catalogue of Life.
Arten förekommer på Komorerna. Honor lägger ägg. Furcifer cephalolepis är endemisk på Grande Comore. Den vistas i fuktiga skogar och i regioner med glest fördelade buskar och träd.
Flera exemplar fångas och hölls som terrariedjur. Beståndet påverkas av landskapsförändringar. Hela populationen antas vara stor. IUCN kategoriserar arten globalt som livskraftig.